# Burke Act

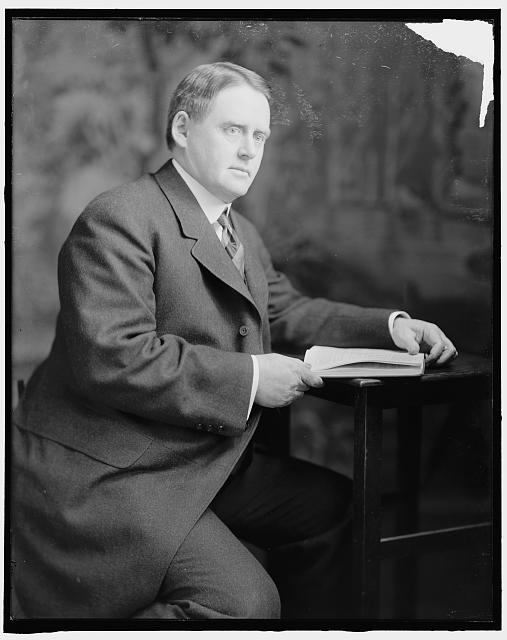
Charles H. Burke

Burke Act, auch Dawes Act Amendment of 1906 oder Forced Fee Patenting Act, war ein Gesetz aus dem Jahr 1906, das den Dawes Act, auch General Allotment Act von 1887 erweiterte und ergänzte. Benannt nach dem mehrmaligen Repräsentanten des Bundesstaats South Dakota im US-Kongress, war es einer der Gesetze, die das Ziel hatten die Indianerreservate in den Vereinigten Staaten zu zerschlagen. Der Dawes Act sah vor, Ureinwohnern individuell Grundstücke zuzuweisen und diese nach 25 Jahren aus dem Stammes-Gebiet zu nehmen. Individuelle Stammes-Mitglieder erhielten 320 bzw. 160 Acres Land zugewiesen. In den 25 Jahren sollten die Grundstücke vom Innenministerium über das Bureau of Indian Affairs (BIA) treuhänderisch verwaltet werden. Nach Ablauf der 25 Jahre sollten die Grundstücke in das Eigentum der Indianer-Familien übergehen.
Der Burke Act ergänzte den Dawes Act, indem er dem Innenminister das Recht gab individuelle Besitzer von solchen Grundstücken in kompetent und nicht kompetent einzustufen, da der Kongress der Meinung war, dass die meisten Indianer nicht kompetent seien über ihre Grundstücke zu verfügen, also Eigentümer mit Grundbuch Eintrag zu werden. Der Burke Act führte zu Korruption innerhalb des BIA, da es nun im Ermessensspielraum der Indianeragenten lag, einen Besitzer eines Grundstückes als kompetent einzustufen oder auch nicht. In einigen Fällen wurde der Besitzer eines Grundstücks als kompetent eingestuft, ohne ihm das mitzuteilen. Da das Grundstück nun aus dem Eigentum des BIA fiel, wurden Steuern fällig (Reservate waren allgemein von der Besteuerung ausgenommen) und nachdem der Besitzer diese Steuern nicht bezahlte, wurde der Besitzer vom County oder vom Bundesstaat enteignet. Da viele Indianer überhaupt nicht wussten, wo ihre Grundstücke lagen bzw. die Grundstücke weitab von der Siedlung lagen, wo die Besitzer wohnten, hatten die Indianeragenten ein leichtes Spiel, diesen ihre Grundstücke abzuschwatzen, indem sie den Besitzer als inkompetent einstuften, bzw. damit drohten, wenn sie ihr Land nicht nach einer Einstufung als kompetent verkaufen würden. Von der Kompetenz hing nämlich ab ob die Besitzer Staatsbürger der Vereinigten Staaten werden konnten. Der Burke Act sah nur Staatsbürgerschaft für die Besitzer vor, wenn die Landfrage geklärt worden war. Das Innenministerium spekulierte das 95 % der Besitzer ihre Ansprüche auf das Land aufgeben würden.

## Belege
1. ↑  Amends section 6 of the General Allotment Act, adding that the secretary of the interior is authorized to cause an issue of a patent in fee simple to an allottee whenever the secretary is convinced that the Indian allottee is competent and capable of managing his or her affairs (This did not require the Indian allottee’s approval, desire, or knowledge of the fee simple patent issue).
2. ↑  Under this act the secretary of the interior was given great authority over individual Indians who had taken allotments. The secretary decided whether an Indian was competent enough to handle his own affairs before he could even receive an allotment, and the secretary alone determined the legal heirs of a deceased allottee. If he determined there were no legal heirs, the allotted land could then be sold.
3. ↑  A question that had long plagued the U.S. government involved the citizenship status of American Indians. In 1887 Congress passed the General Allotment Act, or Dawes Severalty Act, which stated that Indians who received land allotments or voluntarily took up residence away from their tribes were to be given United States citizenship.
4. ↑  The Burke Act pertained to Indians who took allotments. The law withheld citizenship until the end of the twenty-five year trust period or until the allottee received a fee patent from the secretary of the interior. It further stated that any Indian who had taken up residence apart from the tribe and who had "adopted the habits of civilized life" was declared a citizen and was entitled to all the rights, privileges, and immunities of citizenship.